# Johann Wilhelm Baier (Theologe)

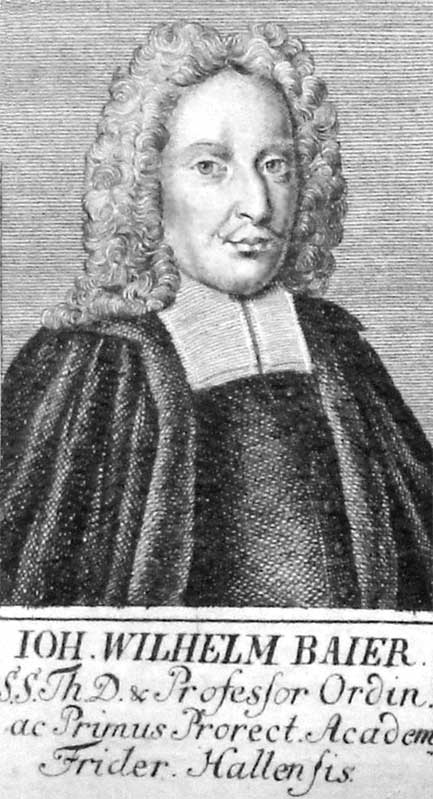
Johann Wilhelm Baier

Johann Wilhelm Baier (* 11. November 1647 in Nürnberg; † 19. Oktober 1695 in Weimar) war ein deutscher evangelischer Theologe.

## Leben
Der Sohn des gleichnamigen Nürnberger Kaufmanns studierte mit 17 Jahren an der Universität Altdorf Philologie und Philosophie. Nach drei Jahren hatte er sich den akademischen Grad eines Magisters der Philosophie erworben, wechselte 1669 an die Universität Jena und wurde dort Schüler seines späteren Schwiegervaters Johannes Musäus. Auch die Gedanken von Johannes Musaeus versuchte er in sein theologisches Verständnis zu übernehmen und verfolgte somit eine ausgleichende theologische Linie, wobei er sich von Bestrebungen der lutherischen Orthodoxie ebenso absetzte, wie von der Position des Pietisten.
1673 erwarb er sich das Lizentiat der Theologie, bekam im 2. Juni 1674 eine Stelle als theologischer Professor für „Gemeinschaftsgeschichte“ an der Universität Jena und promovierte noch im selben Jahr am 25. August zum Doktor der Theologie. Diese theologische Professur hatte er bis 1694 inne. Baier beteiligte sich auch an den organisatorischen Aufgaben der Jenaer Salana und war in den Wintersemestern 1677, 1683, 1689 Rektor der Alma Mater. Im Jahr 1689 berief man ihn als Professor der Theologie an die Theologische Fakultät der eben erst gegründeten Universität in Halle. Als erster Prorektor der Einrichtung hatte Baier von Anfang an Probleme und Streitereien zwischen ihm, dem orthodoxen Lutheraner, und seinen dem Pietismus zugeneigten Kollegen August Hermann Francke. Daher wechselte er Anfang 1695 nach Weimar.
Dort wirkte er noch einige Monate als Hofprediger und Generalsuperintendent, bis er im Sommer erkrankte und am 19. Oktober 1695 im Alter von 48 Jahren in Weimar verstarb. In seinen letzten Jahren trat Baier auch als Kirchenlieddichter hervor; unter anderem Wer ist der Herr, der alle Wunder tut?
Johann Wilhelm Baier hatte sich mit Anna Katharina Musaeus verheiratet. Aus dieser Ehe sind die Söhne Johann Wilhelm (1675–1729), Johann Jakob Baier (1677–1735) und Johann David Baier (1681–1752) bekannt.

## Werke
- Compendium theologiae positivae. Zuerst 1686, Jena 1708, 1712, 1717, Leipzig 1750 und Berlin 1864. (Digitalisat der Ausg. Leipzig 1750)
- Gründliche Erweisung daß Lutherus, und die es mit ihm gehalten, weder an der Trennung der Kirchen, noch der Ihnen beygemessenen Ketzereyen schuldig seyen. Univ. Jena 1695. (Digitalisat)
- Compendium Theologiae Moralis. Officia Hominis Christiani Tam Generalia Quam Quoad Singulos Ordines In Ecclesia Et Republica Specialia exhibens Et Ex Genuinis Principiis deducens. Bailliar, Jena 1697. (Digitalisat)